# Ялтинський дивізіон морської охорони
Окремий дивізіон кораблів та катерів морської охорони для виконання спеціальних завдань (в/ч 1562) — колишня тактична частина (загін) Морської охорони ДПСУ, що була розташована в місті Ялта.

## Корабельний склад
- два кораблі морської охорони проєкту 14670 «Гурзуф»: «Львів» та «Кривий Ріг» (б/н BG-02 та BG-03 відповідно)
- корабель морської охорони спеціального призначення «Крим» (б/н BG-01) (яхта пр. 1360 «Чайка»)
- малі катери морської охорони проєкту 09104 «Калкан-П» — 3 шт.